# Sudscha
Sudscha (russisch Суджа) ist eine Kleinstadt in der Oblast Kursk (Russland).

## Geografie
Die Stadt liegt am Südrand der Mittelrussischen Platte etwa 100 km südwestlich der Oblasthauptstadt Kursk an der gleichnamigen Sudscha, einem rechten Nebenfluss des in den Dnepr mündenden Psjol.
Sudscha ist Verwaltungszentrum des gleichnamigen Rajons.

## Geschichte

### 17. und 18. Jahrhundert
Der Ort entstand im 17. Jahrhundert als befestigte Handelssiedlung nahe der damaligen Südgrenze des Russischen Reiches und wurde zunächst nach dem Fluss Sudschanskaja sloboda genannt.
1664 wurde das Stadtrecht verliehen. Nach 1786 entfiel die militärstrategische Bedeutung der Stadt. Sie blieb ein bedeutendes lokales Handwerks- und Handelszentrum, geriet im 20. Jahrhundert aber gegenüber anderen Städten der Region ins Hintertreffen.

### 20. Jahrhundert
Im Zweiten Weltkrieg wurde Sudscha am 18. Oktober 1941 von der deutschen Wehrmacht besetzt. Sudscha wurde am 3. März 1943 von Truppen der Woronescher Front der Roten Armee im Rahmen der Schlacht um Charkow zurückerobert.

### 21. Jahrhundert
Im russischen Angriffskrieg gegen die Ukraine drangen am 8. August 2024 ukrainische Streitkräfte nach Sudscha vor (Kursk-Offensive 2024). Mitte August 2024 hat die ukrainische Armee laut Wolodymyr Selenskyj die Stadt vollständig unter ihre Kontrolle gebracht. Die ukrainischen Streitkräfte haben infolgedessen in Sudscha für die Oblast Kursk eine Militärverwaltung etabliert, um die öffentliche Ordnung zu sichern, die wichtigsten Bedürfnisse der lokalen Bevölkerung zu befriedigen und die logistische Versorgung der Armee zu gewährleisten. Russland eröffnete Strafverfahren gegen mehr als ein Dutzend ausländische Journalisten wegen „illegalen Grenzübertritts“. Am 12. März 2025 gaben die russischen Streitkräfte bekannt, dass Sudscha wieder unter ihrer Kontrolle sei. Am 15. März bestätigte dies die ukrainische Regierung. Laut Conflict Intelligence Team hatten sich die Ukrainer systematisch zurückgezogen. Dank des kampflosen Rückzuges blieben die meisten Gebäude unbeschädigt.

### Bevölkerungsentwicklung
| Jahr | Einwohner |
| ---- | --------- |
| 1897 | 7433      |
| 1939 | 3674      |
| 1959 | 4004      |
| 1970 | 6197      |
| 1979 | 7185      |
| 1989 | 7487      |
| 2002 | 7045      |
| 2010 | 6036      |
| 2021 | 5127      |

Anmerkung: Volkszählungsdaten

## Kultur und Sehenswürdigkeiten
In Sudscha sind die Dreifaltigkeitskirche (Троицкая церковь/Troizkaja zerkow), die Himmelfahrtskirche (Вознесенская церковь/Wosnessenskaja zerkow, um 1811) und die Gottesmutter-Geburts-Kirche (Рождественская церковь/Roschdestwenskaja zerkow) von 1799 bis 1828 erhalten.
Die Stadt besitzt ein Heimatmuseum.
In den nahen Siedlungen Samostje und Saoleschenka stehen fünfkuppelige Kirchen aus dem 19. Jahrhundert. Im 15 Kilometer südlich gelegenen Dorf Gujewo (auch Guiwa) befindet sich ein nicht fertiggestellter Palast der Fürsten Dolgoruki mit Wirtschaftsgebäuden und umliegendem Park.

## Wirtschaft und Infrastruktur
In Sudscha gibt es einen Zulieferbetrieb für den Traktorenbau sowie Betriebe der Lebensmittelindustrie und Baumaterialienwirtschaft.
Die Stadt liegt an der auf diesem Abschnitt 1911 eröffneten Eisenbahnstrecke Brjansk–Lgow–Charkiw.
Durch Sudscha führt eine Regionalstraße von Djakonowo (bei Kursk) zur ukrainischen Grenze und weiter nach Sumy.
In Sudscha ist ein Einspeisepunkt für Erdgas, das durch ukrainische Pipelines nach Westeuropa gelangt.